# Zoom (álbum de Electric Light Orchestra)
Zoom es el duodécimo álbum de estudio de la banda británica Electric Light Orchestra, publicado por la compañía discográfica Epic Records en junio de 2001. Fue el primer álbum del grupo en 15 años, después del lanzamiento de Balance of Power en 1986.

## Grabación
El álbum, el primero del grupo en quince años desde Balance of Power (1986), es en realidad un trabajo en solitario de Jeff Lynne semejante a Armchair Theatre (1990) con la colaboración de artistas invitados, entre ellos George Harrison, en una de sus últimas apariciones en una grabación antes de fallecer en noviembre de 2001 a causa de un cáncer, y Ringo Starr. El único componente de la Electric Light Orchestra presente en Zoom, Richard Tandy, solo participó en la grabación de «Alright». Zoom es, por tanto, el único trabajo de la ELO en el que no figura el batería Bev Bevan. 
El álbum incluyó un sonido mucho más orgánico con una menor relevancia de efectos electrónicos, así como un retorno al uso de una sección de cuerdas mediante chelos. 

## Recepción
Tras su publicación, Zoom obtuvo reseñas mixtas de la prensa musical. Stephen Thomas Erlewine de Allmusic escribió: «¿Por qué no es este un disco en solitario? Bueno, Lynne no solo posee el nombre de la ELO, de modo que puede hacer lo que quiera, sino que lo diseñó como un retorno al sonido clásico del grupo. [...] Entonces, ¿por qué Zoom fue largamente ignorado desde su lanzamiento en verano de 2001? Probablemente porque no importe lo bueno que sea, no había gran cantidad de oyentes clamando por un nuevo álbum de la ELO, e incluso algunos seguidores más incondicionales podrían haberse preguntado si necesitaban un nuevo álbum de la ELO, ya que, por toda su fuerza, Zoom no parece aportar un knockout, incluso al nivel de "Calling America" o "Four Little Diamonds". Sin un gran primer sencillo, e incluso si lo hubiera sido no habría habido lugar para que recibiera difusión, no tendría nada para atraer a los escépticos al redil, por lo que no pudieron descubrir que Zoom era un muy buen disco de la ELO, sin duda más que un álbum para los verdaderos creyentes». En su crítica para la revista Rolling Stone, Barry Walter comentó: «A diferencia de la producción con sintetizadores de comienzos de la década de 1980, esta no-reunión al menos suena como la ELO. La llorosa guitarra slide de George Harrison y el tamborileo constante de Ringo Starr en cuatro canciones traen a Lynne más cerca del sonido de The Beatles que emulaba la ELO. Aunque cancioncillas como "Easy Money" sugieren viejos descartes, "Moment in Paradise" y otras baladas de ensueño evocan la tristeza crepuscular de "Telephone Line". Lynne no debe reclamar que la ELO es otra vez una "cosa viviente", pero Zoom es, sin embargo, la siguiente mejor entidad».
A nivel comercial, y a pesar de ser promocionado como un retorno al sonido clásico del grupo, las ventas de Zoom fueron relativamente bajas. El álbum alcanzó el puesto 34 en la lista británica UK Albums Chart, el peor registro de un trabajo del grupo desde el lanzamiento de ELO 2, mientras que en los Estados Unidos, llegó al puesto 94 de la lista Billboard 200. El álbum también alcanzó el puesto 14 en la lista estadounidense Top Internet Albums Chart, el 52 en la lista austriaca Ö3 Austria Top 40 y el 16 en la alemana Media Control Charts. El primer sencillo, «Alright», solo entró en la lista holandesa Dutch Top 40, donde llegó al puesto 87.
Tras publicar Zoom, Lynne anunció la primera gira del grupo en quince años. Un concierto promocional para la PBS fue grabado durante dos noches consecutivas en CBS Television City de Los Ángeles. Sin embargo, la empresa de representación del grupo canceló abruptamente la gira debido a las bajas ventas de entradas, y el material grabado para la PBS fue publicado como DVD por Image Entertainment. En 2013, Frontier Records publicó Electric Light Orchestra Live con material de ambos conciertos.

## Reediciones
El 19 de abril de 2013, Frontier Records publicó una versión remasterizada de Zoom con dos canciones extra: una versión en directo de «Turn to Stone» interpretada en CBS Television City de Los Ángeles durante la grabación de Zoom Tour Live, y «One Day», una canción inédita grabada en 2004.

## Lista de canciones
Todas las canciones escritas y compuestas por Jeff Lynne. 
| N.º | Título                                                | Duración |  |
| 1.  | «Alright»                                             | 3:13     |  |
| 2.  | «Moment in Paradise»                                  | 3:36     |  |
| 3.  | «State of Mind»                                       | 3:04     |  |
| 4.  | «Just for Love»                                       | 3:40     |  |
| 5.  | «Stranger On a Quiet Street»                          | 3:41     |  |
| 6.  | «In My Own Time»                                      | 3:03     |  |
| 7.  | «Easy Money»                                          | 2:50     |  |
| 8.  | «It Really Doesn't Matter»                            | 3:20     |  |
| 9.  | «Ordinary Dream»                                      | 3:23     |  |
| 10. | «A Long Time Gone»                                    | 3:15     |  |
| 11. | «Melting in the Sun»                                  | 3:10     |  |
| 12. | «All She Wanted»                                      | 3:14     |  |
| 13. | «Lonesome Lullaby»                                    | 4:02     |  |
| 14. | «Long Black Road» (Tema extra de la edición japonesa) | 3:22     |  |

| Temas extra (reedición de 2013) |                                                         |          |  |
| N.º                             | Título                                                  | Duración |  |
| 15.                             | «One Day» (2004, previamente inédita)                   |          |  |
| 16.                             | «Turn to Stone» (En directo, CBS Television City, 2001) |          |  |

## Personal
- Jeff Lynne: voz, guitarra eléctrica, bajo, teclados, chelo y batería
- Richard Tandy: teclados en "Alright"
- George Harrison: guitarra slide en "A Long Time Gone" y "All She Wanted"
- Ringo Starr: batería en "Moment In Paradise" y "Easy Money"
- Marc Mann: guitarra rítmica en "Moment In Paradise" y arreglos de cuerdas en "In My Own Time" y "Melting In The Sun"
- Suzie Katayama: chelo en "Just For Love", "Stranger On A Quiet Street" y "All She Wanted"
- Roger Lebow: chelo en "Lonesome Lullaby"
- Dave Boruff: saxofón en "A Long Time Gone"
- Laura Lynne: coros en "All She Wanted"
- Rosie Vela: coros en "Alright" y "All She Wanted" y arreglos de cuerdas en "In My Own Time"
- Kris Wilkinson: arreglos de cuerdas en "Ordinary Dream"

## Posición en listas
| País              | Lista                        | Posición |
| ----------------- | ---------------------------- | -------- |
| Alemania          | Media Control Top 100 Albums | 16       |
| Austria           | Ö3 Austria Top 40            | 51       |
| Australia         | ARIA Albums Chart            | 49       |
| Bélgica (Valonia) | Ultratop 200 Albums          | 37       |
| Estados Unidos    | Billboard 200                | 94       |
| Japón             | Oricon LP Chart              | 36       |
| Noruega           | Top 40 Albums                | 18       |
| Reino Unido       | UK Albums Chart              | 34       |
| Suecia            | Albums Top 60                | 35       |
| Suiza             | Swiss Music Charts           | 26       |

| Sencillo             | País         | Lista                | Posición |
| -------------------- | ------------ | -------------------- | -------- |
| «Alright»            | Países Bajos | Dutch Top 40         | 87       |
| «Moment in Paradise» | Japón        | Oricon Singles Chart | 27       |